# Hiroshi Tetsuto
Hiroshi Tetsuto (japanisch 鐡戸 裕史 Tetsuto Hiroshi; * 28. September 1982 in der Präfektur Kumamoto) ist ein ehemaliger japanischer Fußballspieler.

## Karriere
Tetsuto erlernte das Fußballspielen in der Schulmannschaft der Kumamoto Commercial High School und der Universitätsmannschaft der Saga-Universität. Seinen ersten Vertrag unterschrieb er 2005 bei Saga Nanyo Club. 2006 wechselte er zum Zweitligisten Sagan Tosu. Für den Verein absolvierte er 45 Ligaspiele. 2009 wechselte er zu Matsumoto Yamaga FC. Am Ende der Saison 2011 stieg der Verein in die J2 League auf. 2014 wurde er mit dem Verein Vizemeister der J2 League und stieg in die J1 League auf. Am Ende der Saison 2015 stieg der Verein wieder in die J2 League ab. Ende 2016 beendete er seine Karriere als Fußballspieler.